# Denza
Denza — подразделение китайской компании BYD Auto, являющееся совместным предприятием между BYD и Mercedes-Benz Group (до 2024 года). Специализируется на выпуске люксовых электромобилей.

## История
1 марта 2010 года компании BYD Auto и Daimler AG подписали меморандум о взаимопонимании по совместной разработке электромобилей. 27 мая 2010 года была основана компания Shenzhen BYD Daimler New Technology Co., Ltd., которая в марте 2011 года получила коммерческую лицензию от китайского государства. С марта 2012 года действует торговая марка Denza, а в апреле 2012 года на выставке Auto China дебютировал концепт-кар new energy vehicle (NEV). С 2013 года производится 40000 автомобилей в год. В 2014 году, по словам Daimler, продажи автомобилей Denza превзошли продажи автомобилей Audi и BMW в Китае. В сентябре 2024 года немецкая компания Mercedes-Benz вышла из совместного предприятия.

## Модельный ряд

### Текущий

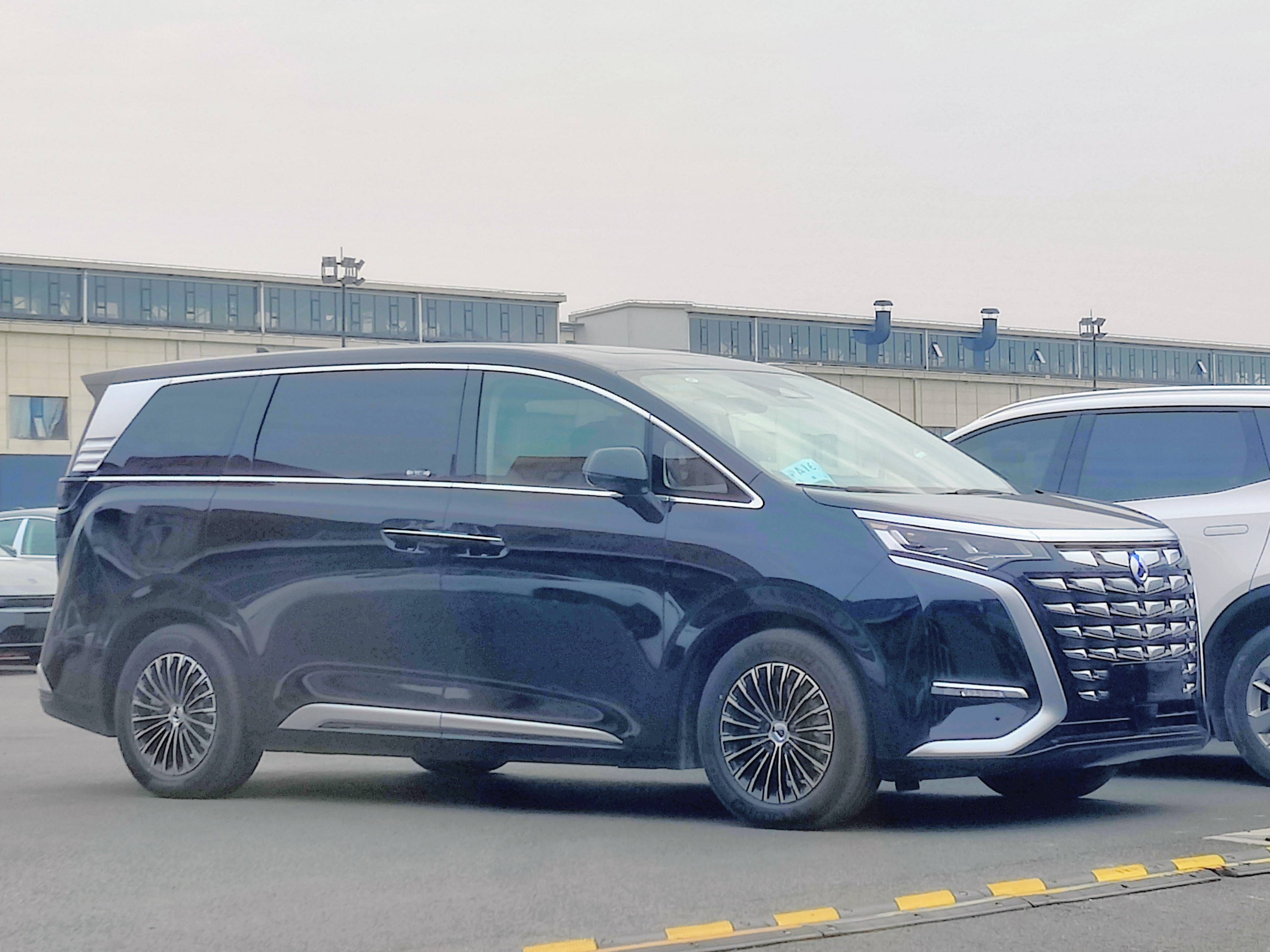
Denza D9
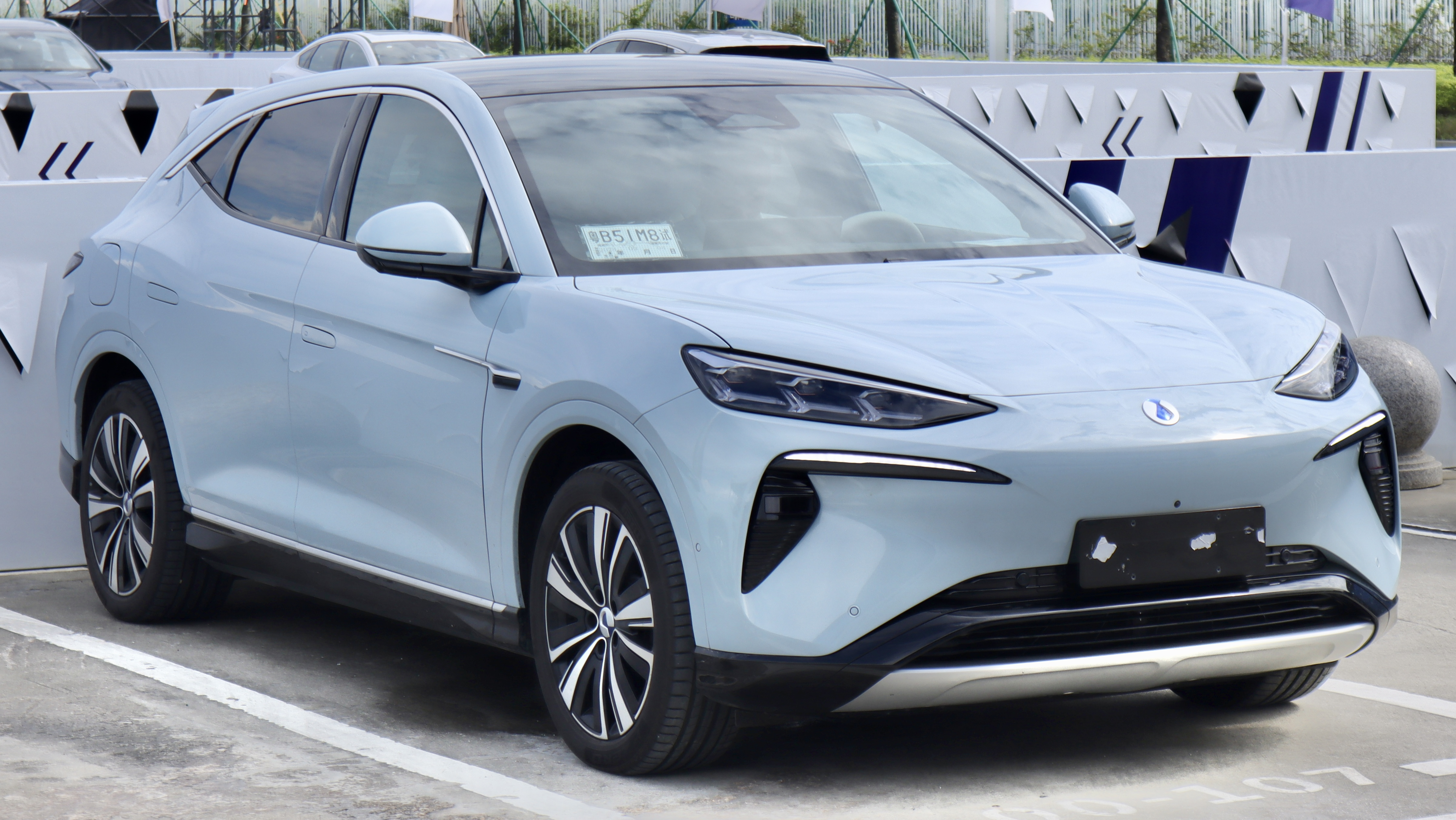
Denza N7
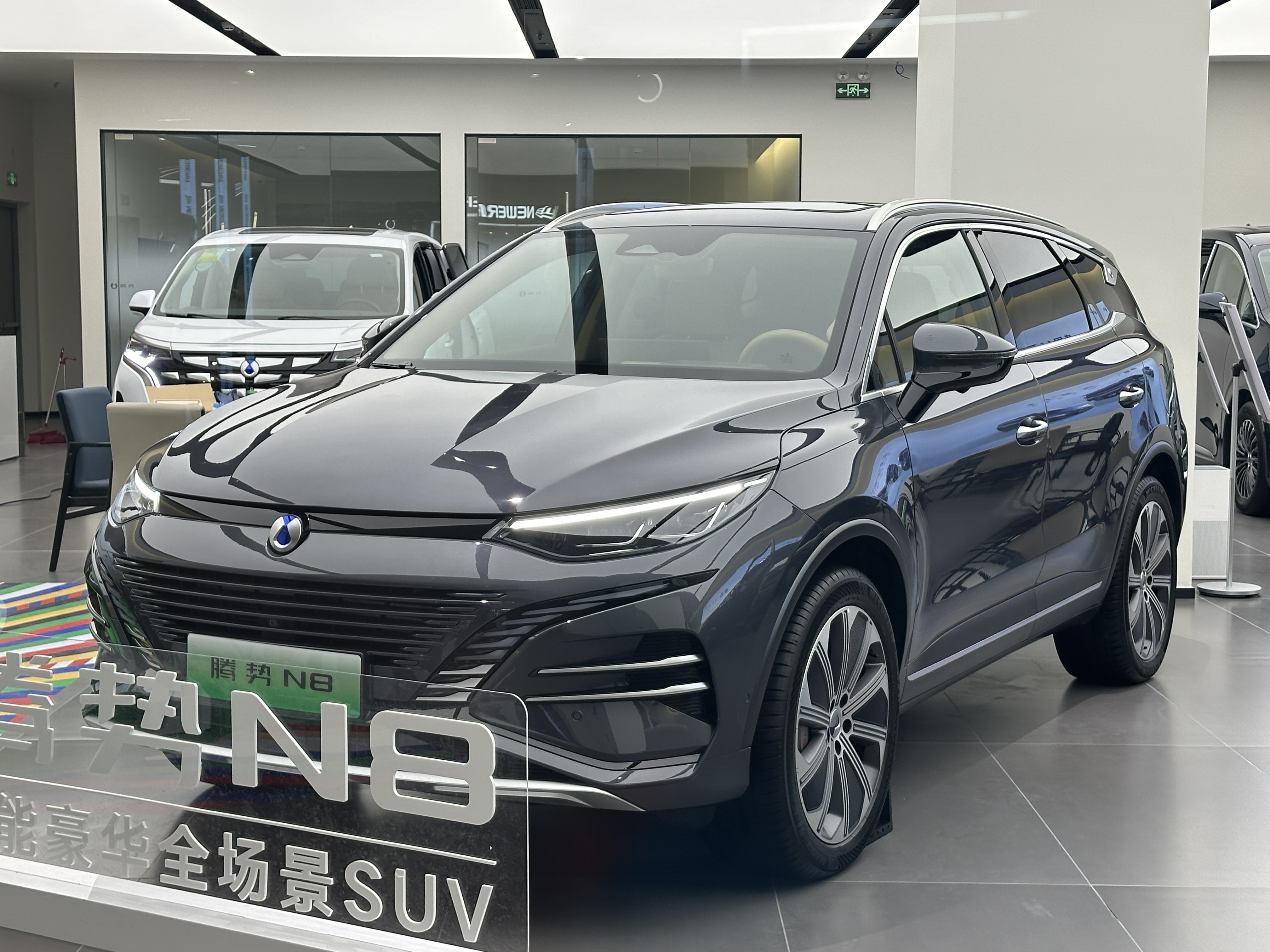
Denza N8
- Denza N9
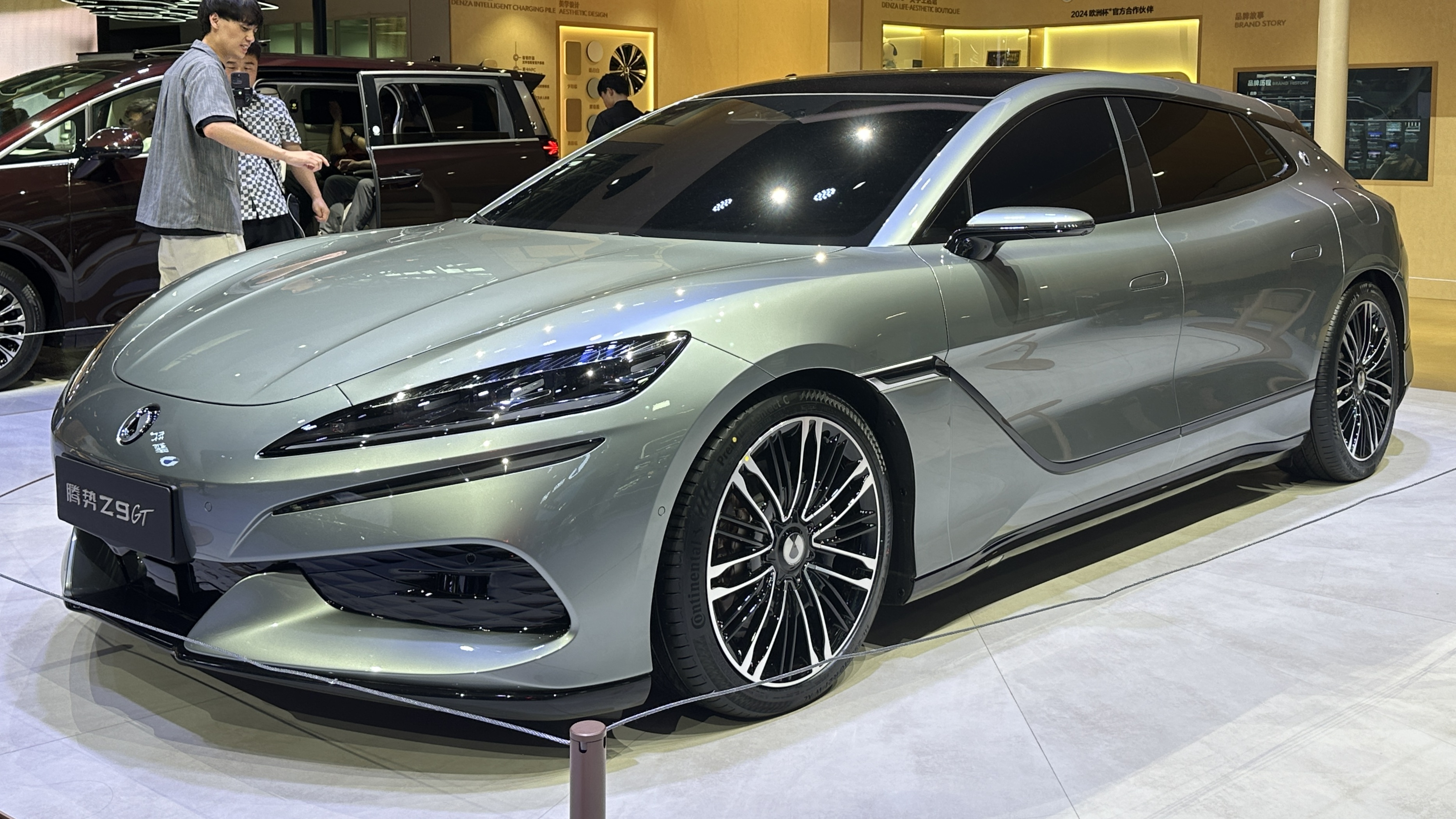
Denza Z9
- Denza N8L

- Denza D9
- Denza N7
- Denza N8
- Denza Z9 GT

### Исторический
- Denza EV/500 (2014—2019)
- Denza X (2019—2021)

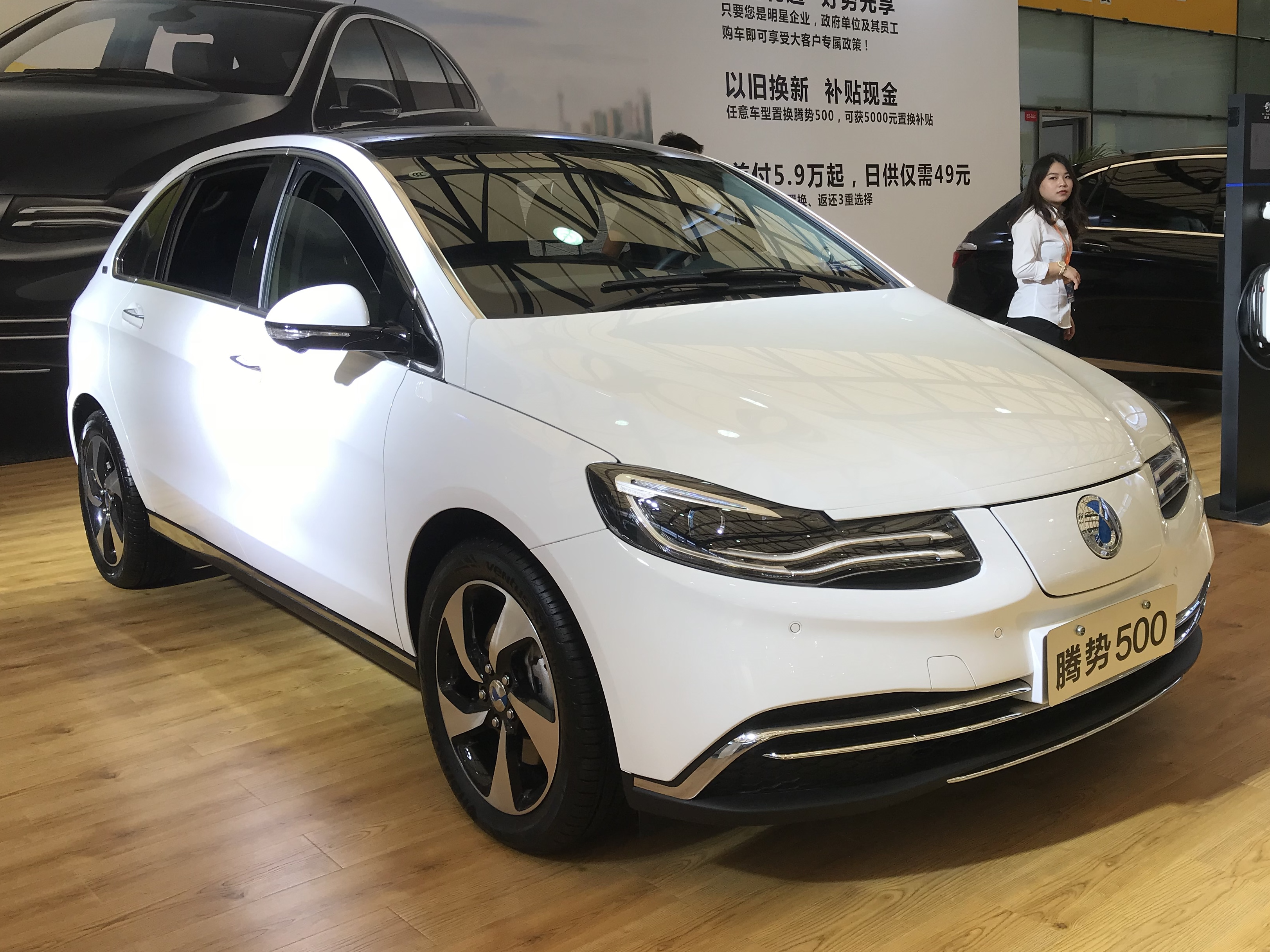
Denza 500
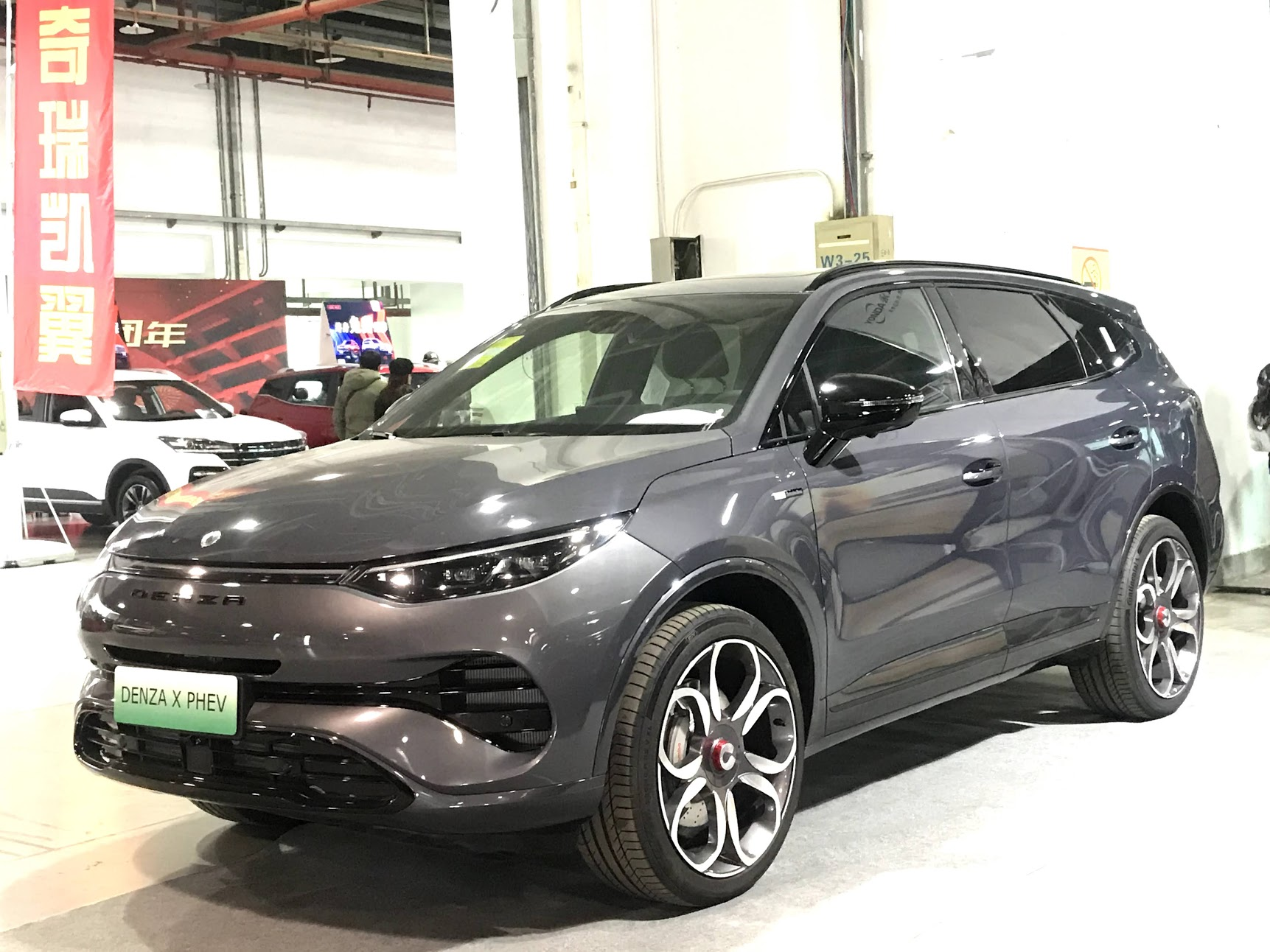
Denza X